# Rawlinson and Bosworth Professor of Anglo-Saxon
Rawlinson and Bosworth Professorship of Anglo-Saxon, till 1916 känd som Rawlinsonian Professorship of Anglo-Saxon, är en professur som grundades av Richard Rawlinson vid St John's College, Oxford år 1795. Lärostolen är knuten till Pembroke College vid Oxfords universitet. "Bosworth" lades till för hedra Joseph Bosworth.

## Innehavare
| - 1795–1800 Charles Mayo (1767–1858) - 1800–1803 Thomas Hardcastle - 1803–1808 James Ingram (1774–1850) - 1808–1812 John Josias Conybeare (1779–1824) - 1812–1816 Charles Dyson (1788–1860) - 1817–1822 Thomas Silver (död 1853) - 1822–1827 Charles John Ridley - 1827–1829 Arthur Johnson - 1829–1834 Francis Pearson Walesby (1798–1858) - 1834–1839 Robert Meadows White (1798–1865) - 1839–1844 Henry Bristow Wilson (1803–1888) - 1844–1849 William Edward Buckley (1817–1892) | - 1849–1854 John Earle (1824–1903) - 1854–1858 vakant - 1858–1876 Joseph Bosworth (1789–1876) - 1876–1903 John Earle (1824–1903) - 1903–1916 Arthur Sampson Napier (1853–1916) - 1916–1925 Sir William Alexander Craigie (1867–1957) - 1925–1945 J. R. R. Tolkien (1892–1973) - 1946–1963 Charles Leslie Wrenn (1895–1969) - 1963–1974 Alistair Campbell (1907–1974) - 1974–1977 vakant - 1977–1991 Eric Gerald Stanley (född 1923) - 1991–2013 Malcolm Godden (född 1945) - 2013– Andy Orchard (född 1964) |